# Винокуров, Аркадий Михайлович
Арка́дий Миха́йлович Виноку́ров (укр. Аркадій Михайлович Винокуров, нем. Arkadij Winokurow; 1 августа 1948, Киев — 29 июня 2021) — украинский скрипач и дирижёр. Заслуженный артист Украинской ССР (1987).
Окончил Киевскую консерваторию (1972), ученик Владимира Стеценко. В 1972 году получил третью премию на международном фестивале «Пражская весна». В 1975 году был в числе лауреатов Международного конкурса имени Маргерит Лонг и Жака Тибо, где продемонстрировал «тёплый звук и покоряющее мастерство» (фр. sonorité chaleureuse et maîtrise conquérante), однако избрал для выступления в финале сложный концерт для скрипки с оркестром Альбана Берга и уступил в итоге Александру Брусиловскому.
В 1971—1972 гг. играл в составе струнного квартета Киевской филармонии, некоторое время был также второй скрипкой Квартета имени Лысенко. В 1971 г. дебютировал как солист с Государственным симфоническим оркестром Украинской ССР. Затем играл в Киевском камерном оркестре, в 1987—1992 гг. его главный дирижёр; во главе с Винокуровым оркестр выпустил два альбома с произведениями Георга Фридриха Генделя, П. И. Чайковского, Эдварда Грига.
С 1992 года жил и работал в Австрии. Был первой скрипкой струнного квартета Arte Viva, гастролировал как солист в Швейцарии, Франции, Турции. Будучи тесно связан с новейшей австрийской музыкой, исполнил премьеры Малой сонаты для скрипки и фортепиано (1998) и Ангельской мессы для скрипки соло (2001) Гунтера Вальдека, произведения ряда других музыкантов. В 2015 г. выпустил альбом Appassionato (с пианисткой Элизабет Эшве), включающий небольшие пьесы разных авторов (от Клары Шуман до Мирослава Скорика). Преподавал в Брукнеровской консерватории Линца.